# Dent de Savigny
Dent de Savigny är en bergstopp i Schweiz. Den ligger i distriktet Gruyère och kantonen Fribourg, i den sydvästra delen av landet, 50 km söder om huvudstaden Bern. Toppen på Dent de Savigny är 2 252 meter över havet.